# 522 (numero)
Cinquecentoventidue (522) è il numero naturale dopo il 521 e prima del 523.

## Proprietà matematiche
- È un numero pari.
- È un numero composto con 12 divisori: 1, 2, 3, 6, 9, 18, 29, 58, 87, 174, 261, 522. Poiché la somma dei suoi divisori (escluso il numero stesso) è 648 > 522, è un numero abbondante.
- È un numero di Harshad.
- È un numero pratico.
- È un numero di Ulam.
- È un numero odioso.
- È un numero palindromo e un numero ondulante nel sistema posizionale a base 28 (II).
- È parte delle terne pitagoriche (360, 378, 522), (522, 696, 870), (522, 760, 922), (522, 2320, 2378), (522, 2496, 2550), (522, 7560, 7578), (522, 22704, 22710), (522, 68120, 68122).

## Astronomia
- 522 Helga è un asteroide della fascia principale.
- NGC 522 è una galassia spirale della costellazione dei Pesci.

## Astronautica
- Cosmos 522 è un satellite artificiale russo.